# بالابان (بيرانشهر)
بالابان هي قرية في مقاطعة بيرانشهر، إيران. يقدر عدد سكانها بـ 112 نسمة بحسب إحصاء 2016.